# 文音
文音（あやね、1988年3月17日 - ）は、日本の女優。東京都世田谷区出身。元プロダクション尾木所属。 楽映舎 walau所属
本名および旧芸名、長渕 文音（ながぶち あやね）。明治学院大学国際学部、ニューヨークフィルムアカデミーacting for filmコース卒業。父はシンガーソングライター・俳優の長渕剛、母は女優の志穂美悦子。弟はラッパーのWA航RU（航・わたる）と、元レーシングカードライバーで現在はシンガーソングライターのReN（長渕蓮）の2人。

## 来歴
4歳からクラシックバレエを習う一方、語学に興味を持ち中学、高校共に英語コースで学ぶ。高校は関東国際高校外国語科英語コースに入学した。高校1年時にはスピーチコンテストで全国大会に出場した。2012年3月17日、明治学院大学国際学部卒業。
2008年10月公開の映画『三本木農業高校、馬術部』（監督：佐々部清）の主役として女優デビューし、第33回報知映画賞新人賞、第32回日本アカデミー賞新人俳優賞を受賞。
2011年1月3日放送のWOWOWドラマ「堤幸彦×佐野元春『コヨーテ、海へ』」ではデイジーを演じた。
2012年9月、ニューヨークへ約1年半で演劇留学した。2013年、ニューヨークフィルムアカデミーacting for filmコース卒業。
2014年5月、帰国。同年9月、芸名を「文音」に改名し、TBSドラマ『SAKURA〜事件を聞く女〜』で日本での女優業を再開させた。

## 人物
長渕剛・志穂美悦子夫妻の第一子・長女。「文音」命名の由来は、父・剛が「あやちゃん」と呼びたかったから。長渕剛の「NEVER CHANGE」は彼女の誕生を歌った曲である。小学生の時に、父・剛のアルバム収録曲のコーラスに弟：WA航RUと参加したこともある。
3人姉弟の長女である（下に弟が2人いる）。父・長渕剛について、融通が利かないほど厳格で頑固であるが、時に的確に褒めてくれたり諭してくれることに感謝をしており、また父親として尊敬しており、カッコイイ兄のようでもあると慕っている。志穂美に対しては非常に愛情深く自分たちを育ててくれた、強くて優しい母親であると語っている。

## 出演

### 映画
- 三本木農業高校、馬術部（2008年10月） - 主演・菊池香苗 役
- FASHION STORY -Model-（2012年） - 大塚ありさ 役
- KIRI -「職業・殺し屋。」外伝-（2015年） - 新里類 役
- コンビニ夢物語（2015年） - ヒロイン・太田美香 役
- 梟（2016年3月） - 金井リサ 役
- 八重子のハミング（2016年） - 石崎千鶴子 役
- イタズラなKiss THE MOVIE（2016年11月） - 松本裕子 役
- イタズラなKiss THE MOVIE 2（2017年1月） - 松本裕子 役
- イタズラなKiss THE MOVIE 3（2017年11月） - 松本裕子 役
- おみおくり（2018年3月） - 河村亜衣 役[8]
- ばぁちゃんロード（2018年4月） - 主演・田中夏海 役
- いけいけ!バカオンナ（2020年7月） - 主演・杉山ユウコ 役
- そこからの光～未来の私から私へ～（2021年2月） - 主演・中村翔子 役
- テトリス（2023年3月） - アケミ・ロジャース 役[9]
- オジさん、劇団始めました。（2023年8月） - 猫田明美 役
- 劇場版 マーダー★ミステリー 探偵・斑目瑞男の事件簿 鬼灯村伝説 呪いの血（2024年2月） - 一乗寺初乃 役[10]
- サラリーマン金太郎 - 李秀麗 役[11]
  - 【暁】編（2025年1月）
  - 【魁】編（2025年2月）
- 法廷の死神 第1章（2025年8月）[12]

### テレビドラマ
- TBS開局60周年記念ドラマ「99年の愛〜JAPANESE AMERICANS〜」（2010年11月7日、TBS） - ステファニー・サクラ・平松 役
- コヨーテ、海へ（2011年1月3日、WOWOW） - デイジー 役
- シマシマ 第3話（2011年5月7日、TBS） - 大塚茜 役
- D×TOWND×TOWN 特別篇 第二弾・痕跡や（2012年9月7日 - 28日、テレビ東京） - 西野日和 役
- SAKURA〜事件を聞く女〜（2014年10月20日 - 12月22日、TBS） - 水沢楓 役
- Home Sweet Tokyo（2017年、NHK） - ケイコ 役
- 病室で念仏を唱えないでください 第6話（2020年） ‐ 和田晴香 役
- JKと六法全書 第4話（2024年5月10日、テレビ朝日） - 綾本成美 役[13]
- SHOGUN’S NINJA-将軍乃忍者-（2025年3月21日〈予定〉、関西テレビ） - お福の方 役[14]
- TOKAGE 警視庁特殊犯捜査係（2025年6月30日、テレビ東京） - 有村静香 役[15]

### ウェブドラマ
- ウルトラマンオーブ THE ORIGIN SAGA（2016年12月26日 - 2017年3月13日、Amazonプライム・ビデオ） - ミコット 役
- 仮面ライダージャンヌ&仮面ライダーアギレラ withガールズリミックス（2022年8月7日、8月21日、東映特撮ファンクラブ） - 夏木ユリ子（黒江ユリ子） / 電波人間ブラックタックル 役[16]
- デキる女は痛い女?!（2023年5月10日 ⁻ 31日、YouTube「MAPUTI official」） - 関彩莉 役[17]

### 舞台
- PU-PU-JUICE公演
  - 「結婚狂想曲」（2010年9月、シアターサンモール） - 大場恭子 役
  - 「兵士日記 タドル」（2015年12月、中目黒キンケロ・シアター） - 黒木アン 役
  - 「Fake News」（2017年11月、恵比寿エコー劇場） - 主演 泉川真琴 役
  - 「オジさん、劇団始めました。」（2020年10月、吉祥寺シアター） - 猫田明美 役
- 琉球ロマネスク テンペスト（2011年2月 - 3月、赤坂ACTシアター / 新歌舞伎座）
- 朗読劇「全員・片思い」（2015年、銀座みゆき館劇場）
- ペコロスの母に会いに行く（2016年7月 - 8月、銀河劇場 / 中日劇場他） - 秀島さと 役
- 熱海殺人事件 NEW GENERATION（2017年2月 - 3月、紀伊國屋ホール） - 水野朋子 役[18]
- DisGOONie Presents 
  - Vol.4 「From Three Sons of Mama Fratelli」（2017年6月9日 - 18日、Zeppブルーシアター六本木 / 6月30日 - 7月2日、梅田芸術劇場 シアター・ドラマシティ） - 主演 ジャンヌ・ダルク（「GOOD-BYE-JOURNEY」） 役[19]
  - Vol.13 「Go back to Goon Docks」（2024年1月13日 - 20日、EX THEATER ROPPONGI） - オリヴィア（「十三夜」）、キサラギ（「桜の森の満開の下」）、八重（「チックジョ〜」） 役
- TAIYO MAGIC FILM 第15回本公演「センチュリープラント2022」（2022年11月22日 - 27日、シアターサンモール）主演 良美 役

### CM
- ハウス食品「北海道シチュー」（2010年）